# Mer Dumont-d'Urville
La mer Dumont-d'Urville ou mer d'Urville est le nom de la zone de l'océan Indien qui borde la terre Adélie en Antarctique.
Elle fut nommée ainsi par Douglas Mawson en 1912, d'après le navigateur et explorateur français Jules Dumont d'Urville qui y navigua en 1840 dans le cadre de l'expédition Dumont d'Urville.
En 2009, le pôle Sud magnétique s'y trouve. Le premier calcul de  l'inclinaison magnétique permettant de localiser ce pôle Sud magnétique fut effectuée le 23 janvier 1838 par l'ingénieur hydrographe Vincendon-Dumoulin, membre de l'expédition Dumont d'Urville au pôle Sud et dans l'Océanie (1837-1840).
La mer Dumont-d'Urville est couverte de banquise en hiver austral, et le vent catabatique intense issu de la terre Adélie engendre la formation de polynies qui jouent un rôle important dans la formation d'eau de fond de l'Antarctique. Les courants marins pénètrent sous plusieurs plateformes de glace, dont celle du Glacier de l'Astrolabe.